# لایه بلبی
لایه بلبی (به انگلیسی: Beilby layer) به لایهٔ سطحی مواد که در اثر عملیات مکانیکی منجر به تغییرشکل پلاستیک سطحی (مانند پولیش، فورج، برش، سایش و ...) با ساختار ساختاری شبه‌شیشه‌ای به وجود می‌آید، گفته می‌شود. ضخامت این لایه در مواد مختلف از چند میکرون تا ۱۰۰ میکرون و حتی بیشتر متفاوت است. لایهٔ بلبی در هنگام عملیات حرارتی در دمایی مابین ۰٫۴ تا ۰٫۶ دمای ذوب، بلوری می‌شود.
این لایه به افتخار سر جرج بلبی که در سال ۱۹۲۱ برای اولین بار نشان داد که ساختار سطحی فلزات پولیش خورده متفاوت از ساختار مادهٔ زیرین است، نامگذاری شده‌است.